# Charles Hamilton Houston
Charles Hamilton Houston (Washington D. C., 3 de septiembre de 1895 - 22 de abril de 1950) fue un abogado estadounidense que tuvo un importante papel en el desmantelamiento de las Leyes Jim Crow de segregación racial, particularmente en lo referido a escuelas. Fue apodado "El hombre que eliminó a Jim Crow". Charles Hamilton Houston nació el 3 de septiembre de 1895. No fue solo abogado, sino que además fue un educador estadounidense que fue fundamental para sentar las bases legales que llevaron a los fallos de la Corte Suprema de los Estados Unidos que prohíben la Segregación racial en público en las escuelas. Houston se graduó como uno de los seis Valedictorian de Amherst College en 1915. Después de enseñar durante dos años en la Escuela de Derecho Howard en Washington D. C., se alistó en el Ejército de los Estados Unidos y fue comisionado como Segundo teniente en Artillería de campaña y sirvió en Francia y Alemania durante la Primera Guerra Mundial. Después de licenciamiento en 1919, Houston se matriculó en la Facultad de Derecho de Harvard en 1922, donde fue el primer Editor negro de Harvard con el periódico Law Review (Revisión de la Ley). Continuó sus estudios de derecho civil en los Estados Unidos en 1924, ejerció la abogacía con su padre hasta 1950. Las contribuciones de Houston a la abolición de la discriminación legal no se reconocieron en gran medida hasta después de su muerte. Recibió póstumamente la Medalla Spingarn de la National Association for the Advancement of Colored People (NAACP) en 1950. Varias escuelas públicas llevan su nombre, al igual que el edificio principal de la Escuela de Derecho de Howard, que se inauguró en 1958. Una cátedra de derecho y varias organizaciones estudiantiles también honran a Houston. Charles Hamilton Houston murió el 22 de abril de 1950.
Estudió en Amherst College y en la Escuela de Derecho Harvard, y llegó a convertirse en decano de la Escuela de Derecho Howard. Además, fue director de Litigios en la NAACP. Fue el primer director afroamericano de la Harvard Law Review.
Es conocido también por haber formado a otros abogados afroamericanos destacados, tal como Thurgood Marshall, quien se convertiría en el primer magistrado de la Corte Suprema de Estados Unidos de esa raza.
Murió de un infarto el 22 de abril de 1950, a los 54 años.

## Carrera Profesional
En 1925, luego de que se les negase el ingreso a la American Bar Association, varios abogados negros fundaron la National Bar Association. Houston fue uno de los fundadores de la filial de Washington D. C., la Washington Bar Association.
Fue reclutado para la Universidad Howard por su primera presidenta afroamericana, Mordecai Johnson y, entre 1929 y 1935, se desempeñó como vicedecano y decano de la Escuela de Derecho Howard. Impulsó la escuela, dando inicio a una época en la que fue la principal Escuela de Derecho en dar lugar a los afroamericanos. También durante esta época, obtuvo el reconocimiento de la American Bar Association y, en 1931, de la Asociación de Escuelas de Derecho de Estados Unidos.
Houston creía que la ley podía ser una herramienta contra la discriminación racial y alentaba a sus estudiantes a luchar por esta causa. Influenció a muchos de los abogados afroamericanos de la época, entre ellos a Thurgood Marshall, quien se convertiría en el primer magistrado de la Corte Suprema de Estados Unidos de esa raza.
En 1935, dejó su puesto en la Universidad Howard para ser Director de Litigios en la NAACP, posición que ocupó hasta 1940. Allí, diseñó estrategias de litigio para atacar la segregación en los colegios y los convenios de viviendas, y litigió frente a la Corte Suprema en importantes casos de derechos civiles, participando prácticamente en todos los que llegaron a esta instancia judicial entre 1930 y el Caso Brown contra Consejo de Educación (1954).
Trabajó para que los afroamericanos dejasen de ser excluidos de los jurados de juicios en el sur de Estados Unidos. Defendió a George Crawford, quien había sido acusado de homicidio en el Condado de Loudoun, Virginia, y en 1933 lo salvó de ser ejecutado en la silla eléctrica.
En 1935 lideró la apelación ante la Corte Suprema del caso Hollins contra el Estado de Oklahoma, en el que un hombre negro había sido declarado culpable por un jurado compuesto únicamente por hombres blancos. En esta época, el estado de Oklahoma y otros del sur estadounidense no le permitían a los afroamericanos formar parte de los jurados en juicios, en parte por no estar en los padrones de voto, así como por la segregación. Si bien la defensa había cuestionado la composición racial del jurado, la Corte de Apelaciones mantuvo la condena. La Corte Suprema ordenó un nuevo juicio, en el que Hollins fue condenado a cadena perpetua. Murió encarcelado en 1950. En el Siglo 21, todavía existen estrategias legales que excluyen a los afroamericanos de los jurados.
En lo referido a la segregación en las escuelas norteamericanas, la estrategia de Houston fue demostrar la desigualdad que generaba la doctrina "Separados pero iguales" vigente desde el Caso Plessy contra Ferguson (1897). Instó a los distritos a construir infraestructura para negros de la misma calidad que la utilizada por los blancos, o bien a integrar ambas estructuras. Se concentró en las Escuelas de Derecho, ya en la época los estudiantes eran principalmente hombres, y de esta manera creía ahuyentar posibles críticas de blancos que supusieran que la integración en el ámbito de la educación llevaría a matrimonios interraciales. Además, viajó por el sur con una cámara de video con la cual documentaba la desigualdad de infraestructura, materiales y salarios docentes entre las escuelas afroamericanas y blancas. La lucha contra esta doctrina tuvo su fin en 1954, cuando Houston ya había muerto, en el caso Brown v. Board of Education, que prohibió la segregación en las escuelas públicas. 
Creó la firma Houston & Garder junto a Wendell P. Gardner. Posteriormente, incorporó como socios a William H. Hastie, William B. Bryant, Emmet G. Sullivan, y Joseph C. Waddy. Todos ellos serían luego designados como jueces federales.

## Legado y reconocimientos
- En 1950, la NAACP le otorgó una medalla Spingarn de forma póstuma
- En 1958, el edificio principal de la Escuela de Derecho Howard fue nombrado Edificio Charles Hamilton Houston
- En 2002, el académico del afrocentrismo Molefi Kete Asante incluyó a Houston en su lista 100 grandes afroamericanos.[15]
- La Charles Hamilton Houston entrega todos los años la Medalla Houston al Mérito a quienes hayan hecho avances en la causa de la jurisprudencia de Houston